# Allan Lind
Allan Gunnar Henry Lind, född 26 januari 1904 i Karlskrona, död 29 juli 1984, var kyrkoherde i Malmö S:t Johannes församling från 1949 till 1970.

## Biografi
Allan Lind var son till underofficer Carl Lind och Anna Lind, född Mattsson. Efter studier i Karlskrona kom han som student till Lunds universitet 1924 för att vid universitetet studera teologi. Han avlade teologisk-filosofisk examen 1926, teologie kandidatexamen 1929 och prästvigdes den 15 december 1929 för tjänstgöring i Lunds stift.
Lind missiverades till Bosjöklosters församling, tjänstgjorde som lasarettspastor i Lund under 1930 och missiverades till Malmö S:t Johannes som kyrkoadjunkt 1933. I samma församling blev han 1945 komminister.
Allan Lind var engagerad i kristen hjälpverksamhet, först i Kyrkliga Polenhjälpen efter andra världskriget, sedan i Lutherhjälpen. Han var en utpräglad själasörjare men engagerade sig också för gudstjänstlivets förnyelse hän mot tidebönsgudstjänster under vardagarna samt för ett ökat antal nattvardsmässor både söndagar och vardagar. Han kom till en början att inta en konservativ hållning till prästvigning av kvinnor men ändrade uppfattning och tjänstgjorde småningom gärna med kvinnliga kollegor.
Hans kyrkosyn präglades i hög grad av den lärarkår han mötte vid den teologiska fakulteten. Det gällde inte minst de dåvarande professorerna Gustaf Aulén, Erling Eidem, Yngve Brilioth och Anders Nygren.
Lind ingick äktenskap med Dagmar Westrup, född i Stehag 3 juli 1906, död 14 december 1983 i Malmö. Dagmar Westrup var utbildad vävlärarinna vid Handarbetets vänner i Stockholm. De fick fyra barn, bland dem biskop Martin Lind.